# Правительство Лукаса Пападимоса
6 ноября 2011 года на фоне глубокого экономического и политического кризиса Йоргос Папандреу созвал экстренное совещание с лидерами оппозиционных партий. В тот же день он объявил о намерении добровольно сложить свои полномочия на посту премьер-министра страны. В конце дня Папандреу и Антонис Самарас, лидер крупнейшей оппозиционной партии Новая Демократия, согласовали создание коалиционного правительства национального единства, которое проведет программу спасения страны от дефолта. Следующие внеочередные парламентские выборы уже назначены на 19 февраля 2012. 
Среди потенциальных преемников Папандреу наиболее вероятным считался Лукас Пападимос, бывший глава Центробанка Греции и вице-президент Европейского Центробанка. Наконец он и возглавил новое правительство широкой коалиции. 11 апреля 2012 года Лукас Пападимос во время заседания Кабинета министров объявил окончательную дату досрочных выборов - 6 мая 2012.
| Министерство                                                                                    | Действующий министр    | Партия       | Партия           | Начало полномочий |
| ----------------------------------------------------------------------------------------------- | ---------------------- | ------------ | ---------------- | ----------------- |
| Премьер-министр                                                                                 | Лукас Пападимос        | беспартийный | беспартийный     | 11 ноября 2011    |
| Вице-премьер-министр                                                                            | Теодорос Пангалос      |              | ПАСОК            | 7 октября 2009    |
| Министр финансов                                                                                | Филиппос Сахнидис      |              | ПАСОК            | 21 марта 2012     |
| Министр внутренних дел, децентрализации и электронного управления                               | Анастасиос Янницис     |              | ПАСОК            | 11 ноября 2011    |
| Министр административной реформы и электронного управления                                      | Димитриос Реппас       |              | ПАСОК            | 17 июня 2011      |
| Министр иностранных дел                                                                         | Ставрос Димас          |              | Новая Демократия | 11 ноября 2011    |
| Министр национальной обороны                                                                    | Димитрис Аврамопулос   |              | Новая Демократия | 11 ноября 2011    |
| Министр экономики и конкурентоспособности                                                       | Анна Диамантопулу      |              | ПАСОК            | 7 марта 2012      |
| Министр охраны окружающей среды, энергетики и изменений климата                                 | Йоргос Папаконстантину |              | ПАСОК            | 17 июня 2011      |
| Министр по делам образования и религии                                                          | Георгиос Бабиньотис    | беспартийный | беспартийный     | 7 марта 2012      |
| Министр инфраструктуры, транспорта и сетей                                                      | Макис Воридис          |              | Новая Демократия | 11 ноября 2011    |
| Министр труда и социальной защиты                                                               | Георгиос Кутруманис    |              | ПАСОК            | 17 июня 2011      |
| Министр здравоохранения и социальной солидарности (медицинского обеспечения малоимущих граждан) | Андреас Ловердос       |              | ПАСОК            | 7 сентября 2010   |
| Министр по развитию сельских районов и продовольствия                                           | Костас Скандалидис     |              | ПАСОК            | 7 сентября 2010   |
| Министр юстиции, прозрачности и прав человека                                                   | Мильтиадис Папаиоанну  |              | ПАСОК            | 17 июня 2011      |
| Министр по защите граждан                                                                       | Михалис Хрисохоидис    |              | ПАСОК            | 7 марта 2012      |
| Министр культуры и туризма                                                                      | Йоргос Никитиадис      |              | ПАСОК            | 17 февраля 2012   |
| Государственный министр при премьер-министре                                                    | Георгиос Ставропулос   | беспартийный | беспартийный     | 11 ноября 2011    |
| Государственный министр при премьер-министре и представитель правительства                      | Пантелис Капсис        | беспартийный | беспартийный     | 11 декабря 2011   |